# Affair in Trinidad
Affair in Trinidad is een Amerikaanse film noir uit 1952 onder regie van Vincent Sherman.

## Verhaal
Steve Emery reist naar het eiland Trinidad op verzoek van zijn broer Neil. Hij ontdekt er dat Neil intussen zelfmoord heeft gepleegd en dat zijn schoonzus Chris gevallen is voor de charmes van de zakenman Max Fabian. Hij voelt zich zelf ook steeds meer aangetrokken tot Chris. Zij werkt stiekem samen met de politie en speelt de beide mannen tegen elkaar uit.

## Rolverdeling
| Acteur            | Personage          |
| ----------------- | ------------------ |
| Rita Hayworth     | Chris Emery        |
| Glenn Ford        | Steve Emery        |
| Alexander Scourby | Max Fabian         |
| Valerie Bettis    | Veronica Huebling  |
| Torin Thatcher    | Inspecteur Smythe  |
| Howard Wendell    | Anderson           |
| Karel Štěpánek    | Walters            |
| George Voskovec   | Dr. Franz Huebling |
| Steven Geray      | Wittol             |
| Walter Kohler     | Peter Bronec       |
| Juanita Moore     | Dominique          |
| Gregg Martell     | Olaf               |
| Mort Mills        | Martin             |
| Ralph Moody       | Lijkschouwer       |